# Masterplan (album)
Masterplan is het debuutalbum van Masterplan, uitgebracht in 2003 door AFM Records. Het album kreeg veel positieve besprekingen en belandde zelfs in de hitlijsten.
Michael Kiske zingt mee in "Heroes".
Keyboardspeler op het album Janne Wirman was na de opnames vervangen door Axel Mackenrott.
De band won met dit album de European Border Breakers Award in 2004.

## Track listing
1. Spirit Never Die - 5:26
2. Enlighten Me - 4:38
3. Kind Hearted Light - 4:25
4. Crystal Night - 5:18
5. Soulburn - 6:16
6. Heroes - 3:34
7. Sail On - 4:40
8. Into the Light - 4:10
9. Crawling from Hell - 4:14
10. Bleeding Eyes - 5:43
11. When Love Comes Close - 4:09
12. Through Thick and Thin (Bonus track)
13. The Kid Rocks On (Bonus track)